# Trilogía de Bartimeo
La tetralogía de Bartimeo es un conjunto de populares libros de fantasía escritos por el británico Jonathan Stroud compuesta por El amuleto de Samarkanda, El ojo del Golem, La Puerta de Ptolomeo y El anillo de Salomón.

## Argumento
La historia trata sobre un aprendiz de hechicero precoz, Nathaniel, que consigue invocar a un genio llamado Bartimeo de 5.000 años. 
Paralelamente se narra la historia de la Resistencia, una organización en contra del Gobierno. 

## El Amuleto de Samarkanda
Nathaniel, abandonado por su familia a cambio de dinero, se convierte en un mago. Bajo su insignificante maestro, Arthur Underwood, desea convertirse en uno de los magos más poderosos de todos los tiempos. Con doce años invoca al djinn Bartimeo, un genio arrogante con un rencor hacia los magos. Bartimeo, esperando un precio ridículo, es enviado para robar un artefacto potente llamado el Amuleto de Samarkanda, propiedad de Simon Lovelace. Nathaniel, buscando la venganza de una humillación sufrida a manos de Lovelace, obtiene el Amuleto y junto a Bartimeo lo oculta. Aunque Nathaniel sea inconsciente de su poder, Lovelace rápidamente viene para reclamarlo. Una lucha sigue, conduciendo a la muerte de su maestro y su esposa.
Con la ayuda de Bartimeo, Nathaniel logra escapar. Desconocidamente, es lanzado a un complot en el cual Lovelace tiene la intención de convocar a un demonio poderoso y, protegido por el Amuleto de Samarkanda, usarlo para matar al primer ministro y todo el gobierno, así elevándolo a una posición superior de la noche a la mañana. Al final, Nathaniel invierte la invocación y despide al demonio. Él da al primer ministro el Amuleto de Samarkanda, haciendo un magnífico espectáculo de todo ello. Finalmente, Bartimeo es liberado por Nathaniel.

## El ojo del Golem
Dos años después Nathaniel ya ocupa un importante puesto en el Gobierno y una criatura está aterrorizando Londres, y Nathaniel invoca a Bartimeo y le ordena averiguar qué es. Cuando Bartimeo regresa, medio muerto, le explica que es un Golem. Entonces los dos viajan a Praga para obtener información acerca de esta criatura, y se la suministran Arlequín y Kafka, pero mueren a cambio.
Paralelamente se narra la historia de la Resistencia, una organización en contra del Gobierno. Después de cometer algunos "atentados", deciden profanar la tumba de Gladstone, conquistador de Europa y fundador del Imperio Británico. Lo logran, pero en la tumba espera el efrit Honorio, encarnado con los huesos de Gladstone. Les da muerte a todos, salvo a Nick Drew, un cobarde que huye en cuanto huele el peligro sin ayudar a nadie, y del que no se sabe más, a Kitty Jones, y a Clem Hopkins, miembro de la Resistencia, pero que no participa en la profanación. Kitty logra escapar con el bastón de Gladstone, encargo de un misterioso benefactor que les proporciona algunas armas para profanar la tumba, pero ella ignora el poder que este instrumento posee. El efrit Honorio sale de la Abadía de Westminster, donde se encuentra la tumba, y siembra el caos en Londres.
Cuando regresan Nathaniel y Bartimeo se encuentran con este panorama, pero logran compaginar los asuntos del Golem y de Honorio. Bartimeo acaba con el efrit, y luego arrestan a Kitty y se encuentran con el Golem, que se dispone a matar a Nathaniel, pero Kitty le salva la vida, y acto seguido, escapa. Entonces el Golem, por obligación, se dirige hacia su dueño. Bartimeo y Nathaniel le siguen por las calles de Londres hasta llegar a Westminster Hall, donde, delante de Rupert Deveraux, el primer ministro, y de los demás ministros, se desploma a los pies de Henry Duvall, jefe de policía, delatándolo culpable. Se detiene a Duvall, que poco después se suicidará, y Nathaniel obtiene los honores que le corresponden.

## La puerta de Ptolomeo
Tras tres años desde la conspiración de Henry Duvall, y John Mandrake (Nathaniel) es el importante ministro de Información del Gobierno Británico. Mantiene amistad con Jane Farrar, subjefa de policía, y los dos son los favoritos de Rupert Deveraux, primer ministro.
Por su parte, el genio Bartimeo está más debilitado que nunca, debido a los dos años de permanencia que lleva en este mundo, obligado por su amo, John Mandrake.
Kitty Jones, exmiembro de la Resistencia, es la ayudante del hechicero Harold Button, y está recibiendo clases de magia, habiendo llegado ya a invocar a algún demonio. A su vez, se dedica a investigar sobre el pasado de Bartimeo y es camarera en el "The Frog", un pub nocturno en el que se discute de política.
Jane Farrar y John Mandrake descubren una posible conspiración en contra del Gobierno, pero deciden desmantelarla solos. John le encarga a Bartimeo la misión de vigilar a Clive Jenkins, hechicero perteneciente a dicho complot. Bartimeo le sigue por todo Londres, mientras él visita a varias personas, ultimándoles los detalles de un plan desconocido por ahora para los protagonistas. Después, Bartimeo abandona a Jenkins y sigue al mercenario, otro conspirador, ya conocido en anteriores aventuras, que debería conducirle hasta Clem Hopkins, también conocido y punto clave de la misión del genio. Pero, antes de poder investigar a fondo, es sorprendido por cinco trasgos, los cuales están a punto de acabar con él. Bartimeo regresa medio muerto con su amo, el cual está en casa del primer ministro en una fiesta. John decide dejarle partir para que se recupere, y entonces volver a invocarlo y pedirle la información. Este detalle le cuesta la antipatía de Jane Farrar y de los demás ministros, a los cuales John se ha visto obligado a dar detalles de la conspiración. Inmediatamente se busca a Clive Jenkins, pero no se le encuentra por ninguna parte.
Al día siguiente, John, totalmente desanimado, visita a Quentin Makepeace y este le muestra un experimento consistente en invocar a un demonio dentro del cuerpo de un humano, que resulta ser Nick Drew, el cual, habiendo coincidido con Kitty en el "The Frog", les revela que esta está viva y el pub en que trabaja. John se enfada con Quentin al ver la manera con que este se regocija con el sufrimiento del plebeyo, y también con Bartimeo, pues el genio le había mentido diciéndole que Kitty estaba muerta. Inmediatamente intenta visitar a Kitty, pero esa noche el "The Frog" está cerrado. Después, enfurecido con Bartimeo, intenta invocarlo, pero no puede. Bartimeo está en la Tierra al servicio de otro humano.
La persona que invoca a Bartimeo no es otra que Kitty Jones, la que le propone una rebelión de demonios y plebeyos en contra de los hechiceros. Bartimeo se niega, y la chica se enfada y le pregunta por qué a Ptolomeo le hacía caso en todo. Bartimeo le revela la razón de su estrecha relación con Ptolomeo: este le siguió hasta el Otro Lado. Kitty, abatida, despide a Bartimeo.
A la mañana siguiente, John busca a su antigua profesora de dibujo, la señorita Lutyens, pero ella le muestra tal desprecio que John empieza a derrumbarse. Cuando invoca a Bartimeo y este le revela sus investigaciones, inmediatamente lo manda junto con otros cuatro genios para secuestrar a Hopkins, mientras él busca de nuevo a Kitty. Esta vez la encuentra, pero enseguida deben dejar su conversación porque John debe asistir a una obra de teatro. Se la lleva consigo y empieza a darse cuenta de quién es él realmente, de que John Mandrake era simplemente una coraza y que, al romperse, ha mostrado al Nathaniel del interior.
Bartimeo y sus compañeros encuentran a Hopkins, pero resulta que realmente no es él, pues el genio Faquarl, archienemigo de Bartimeo, está en su interior. Mata a los cuatro genios, y encierra a Bartimeo en una sopera de plata (no hay material más dañino para los demonios que la plata). Mientras, en el teatro se lleva a cabo una traición en la que los hechiceros son reducidos, atados y llevados en unos camiones hasta Westminster Hall (Congreso). Nathaniel y Kitty se salvan porque estaban en el palco con Makepeace, cerebro de la operación, pero solo en parte, pues también son conducidos a Westminster Hall, donde se encuentran con Hopkins, Jenkins y otros hechiceros, que invocan a demonios dentro de sí. 
Makepeace escoge al poderosísimo Nouda. Allí, Nathaniel invoca a sus cinco genios, pero solo llega Bartimeo. Cuando todo parece perdido, Nouda, Faquarl y los demás demonios invocados en los cuerpos de los hechiceros toman el control de los mismos, y Nouda, el jefe, deja marchar a Bartimeo al Otro Lado, pero este le pide un último favor: que no mate a Kitty ni a Nathaniel. Son encerrados y deciden llevar a cabo dos planes: Kitty, seguir a Bartimeo hasta el Otro Lado para pedirle ayuda, y Nathaniel, conseguir el bastón de Gladstone, único artilugio capaz de vencer a Nouda, encerrado en los sótanos de Westminster Hall. Los dos consiguen sus objetivos, pero Kitty envejecerá por ir al hogar de los demonios. Nathaniel, además, consigue el amuleto de Samarkanda, que lo protegerá de cualquier ataque mágico, y las botas de siete leguas, que le permiten avanzar infinitamente más aprisa de lo normal.
Bartimeo se funde con Nathaniel en su cuerpo, este le da a Kitty el amuleto y los dos se van a luchar contra los demonios, que están sembrando el caos en Londres, mientras Kitty libera a los hechiceros del Gobierno. Cuando se encuentran, Nathaniel y Bartimeo van a por Nouda, después de haber matado a Faquarl, y le dicen a Kitty que ayude a escapar a los plebeyos allí reunidos. Kitty cumple su misión, pero sus amigos no, y son heridos de gravedad por Nouda. 
Se vuelven a encontrar y obligan a Kitty a marcharse, en contra de su voluntad, mientras ellos intentan de nuevo matar a Nouda. Pero Nathaniel está muy débil, y necesita a Bartimeo para tenerse en pie. De todas formas, al final deja partir a Bartimeo para que se salve, y liberando toda la energía del bastón, acaba con Nouda. La vida o muerte de Nathaniel es incierta.

## Los demonios en la trilogía
Bartimeo es un demonio, concretamente es un genio. Los hechiceros, clase dirigente en un ficticio imperio con sede en Londres, pueden invocarlos mediante símbolos (runas), determinadas palabras y los nombres de los demonios. 
Cuando un hechicero somete a un demonio, este debe obedecer su voluntad, pues de lo contrario pueden infligirles terribles castigos.

### Rangos de los demonios naturales
Existen varios rangos de demonios, dependiendo del grado de poder que tienen los entes invocados. 
- Los diablillos son los demonios menos poderosos, empleados comúnmente en tareas simples como llevar el correo. No sirven para fines guerreros, y suelen ser los entes atrapados en los objetos encantados tales como espejos mágicos o lámparas que se encienden solas.
- Los trasgos son los entes inmediatamente superiores a los diablillos. Se emplean en tareas algo más complicadas como dirigir tiendas, o incluso en misiones de espionaje y vigilancia; pero casi nunca con fines violentos.
- Los genios son seres con suficiente poder mágico como para resistir un enfrentamiento demoníaco, por lo que su principal uso es guerrero, ya sea en misiones de ataque o de vigilancia. Son bastante más difíciles de invocar que los trasgos y son el último nivel de los demonios básicos. Los demonios superiores están reservados a grandes hechiceros.
- Los efrits son ya demonios poderosos. Suelen presentar apariencias imponentes y son invocados sobre todo por ministros y altos cargos del Gobierno para su propia defensa.
- Los marids son los demonios controlables más poderosos, pero su invocación no es usual. Se invocan tan solo en ocasiones de gran necesidad, debido a su enorme poder y a la dificultad de la invocación. Se presentan con apariencias enormes y aterradoras en su mayoría.
- Por encima de los marids existen entes mucho más poderosos, pero solo una mínima parte de ellos tienen nombre y, de hecho, nunca se los invoca debido a su enorme poder, la dificultad de la invocación y la imposibilidad de mantenerlos bajo control. Un ejemplo de ellos es Rathmutrha, el cual es invocado en el primer libro de la trilogía.

### Rangos de los demonios "artificiales"
Se supone que entre estos hay varios, pero solo se nombra un tipo de ellos en la trilogía de Bartimeo.
- Los "Golem" son criaturas de barro, fango, pecina... las cuales, gracias a un rollo en el que se encuentran runas escritas por magos, cobran vida. Dicho rollo se sitúa en la boca de la gran mole que compone al Golem. Los Golem son criaturas muy poderosas